# Vanganel
Vanganel je naselje v slovenski Istri, ki upravno spada pod Mestno občino Koper. Po podatkih Statističnega urada Republike Slovenije je konec leta 2020 štelo 702 prebivalca. 

## Lega
Pretežno ravninsko naselje vaškega tipa se na približno 34 metrih nadmorske višine nahaja v bližnjem zaledju Kopra, 2 kilometra cestne razdalje od mestnega območja (Šalara). Leži ob vznožju slemena Čentur in na robu vanganelske doline (doline reke Badaševice), ki jo domačini imenujejo Vala. Na južni strani Vanganela se razprostira hrib Pomjan z višino nekaj nad 400 m. Sosednja naselja soː Bonini – katerih ravninski, na Vanganel mejoči del domačini včasih še vedno imenujejo s starim imenom Šombalda (Sv. Ubald), ter zaselki Čentur, Guci, Manžan, Montinjan in Triban.
Nedaleč od naselja, na območju Čenturja, je umetno Vanganelsko jezero, ki je nastalo z zajezitvijo Bavškega potoka za zaščito pred poplavami.  
Skozi Vanganel teče reka Badaševica, ki razmejuje Vanganel, Bonine in Triban, ter prej omenjeni Bavški potok, ki izvira iz Čenturja, se izliva v Vanganelsko jezero, kjer se mu vodostaj regulira, in iz jezera teče v reko Badaševico, v katero se izliva v bližini vanganelskega zadružnega doma.

## Etimologija
Izvor imena Vanganel ni povsem pojasnjen. Govori se, da naj bi izviralo iz besede 'vanga', ki označuje kopanje oz. lopato, poljedelsko orodje. Vanganel je namreč zaradi svoje nižinske lege in bližine reke Badaševice ter Bavškega potoka skozi zgodovino bil pretežno poljedelsko območje. 
Druga teorija pravi, da naj bi ime kraja izhajalo iz italijanske besede »fango«, kar pomeni blato in namiguje na to, da je bila Vanganelska dolina v svoji zgodovini velikokrat poplavljena.

## Šport

### Kolesarske povezave
Od mostu, ki povezuje Vanganel z Bonini, je vzdolž reke Badaševice in nato ob desni strani ceste v smeri proti Kopru urejena ravninska dvopasovna kolesarska pot skozi vse naselje. Od središča vasi Vanganel do središča Kopra je s kolesom približno 30 min zložne vožnje.

### Tenis
V smeri proti Vanganelskemu jezeru se nahajajo pokrita in odkrita teniška igrišča, ki jih upravlja Ta Los Vanganelos.

### Pohodništvo
Okoli Vanganelskega jezera je speljana pohodniška pot, imenovana Pot za srce, ki jo označujejo markacije v obliki srca iz dveh polovic, leve rdeče in desne modre. Namenjena je vsem, tudi oz. zlasti tistim, ki imajo težave s srcem in z ožiljem, saj je namreč nastala v sodelovanju skupine prijateljev planincev in istrske podružnice Društva za zdravje srca in ožilja z namenom, da bi bila primerna tudi za ljudi, ki jim zdravje ne dovoljuje pretiranih naporov.

### Nogomet in košarka
Nasproti zadružnega doma se nahaja asfaltirano, zarisano nogometno-košarkarsko igrišče, obdano z visoko žičnato ograjo, opremljeno z dvema košarkarskima košema in dvema nogometnima goloma ter 4 lesenimi klopcami. Do igrišča je možno dostopati skozi tri vhode. Igrišče je opremljeno s štirimi reflektorskimi lučmi, ki omogočajo vidnost tudi v mraku. 
Ob igrišču se nahaja tudi manjše travnato otroško igrišče z igrali v zavetju dreves. Med igriščema levo od kamina gostilne Nimis lahko najdemo javno pipo, ki služi tudi kot pitnik.

## Cerkev Device Marije pomočnice kristjanov
V Vanganelu se nahaja cerkev Device Marije pomočnice kristjanov, podružnična enoladijska cerkev z zvonikom na preslico, ki naj bi bila zgrajena v 19. stoletju. V drugi polovici 20. stoletja je bila prenovljena, pred tem pa je nekaj let služila kot skladišče. 
Na zelenici za cerkvijo se nahaja manjši oljčni nasad, levo od cerkve pa je stari vodnjak, ki ni v uporabi. 
Vanganelska cerkev, ki je sicer opremljena z zvonom, ne zvoni, razen ob posebnih okoliščinah, kot so bile na primer v letu 2022 smrti treh dolgoletnih krajanov, ki so se zvrstile v dveh tednih. Maša se izjemoma v cerkvi izvaja zvečer ob krajevnem prazniku po imenu majnica.

## Kultura

### Zadružni dom
Središče naselja predstavlja vanganelski zadružni dom, v katerem delujejo različne dejavnosti, npr. živilska trgovina Fama, gostilna Nimis, zasebna zobozdravstvena ordinacija Medicadens in Moto klub Kondor Slovenija. V zadružnem domu ima sedež krajevna skupnost Vanganel, ki pokriva območja Vanganela, Boninov in Čenturja, sam objekt pa ima tudi lasten večnamenski prostor. 
V zadružnem domu so nekoč delovali mladinski pevski zbor, godba in gledališka skupina.

### Krajevni praznik -majnica
Širše območje Vanganela je imelo svoj krajevni praznik, ki se je obeleževal vsako leto v mesecu maju, natančneje zadnjo nedeljo v mesecu (premičen praznik). Sprva se je imenoval majnica oz. majn'ca. Pričel se je z mašo v Cerkvi Device Marije Pomočnice in se nadaljeval s kulturno-kulinaričnim dogajanjem, kjer sta mladinski pevski zbor in godba imela koncert, gledališka skupina pa občasno kakšno igro, na stojnicah so kmetje prodajali svoje pridelke, zlasti češnje, ki so takrat dozorele, otroci pa so nosili majsko cvetje. Praznik je pozneje izgubil svoje prvotno ime in se približal tako imenovanim vaškim šagram s koncerti, ringišpilom, ponudniki sladkorne pene in pokovke na asfaltiranem igrišču nasproti zadružnega doma. Dogodek se je kasneje imenoval praznik češenj v prizadevanju, da bi se Vanganel uveljavil kot sadjarska vas, znana po češnjah. Praznik češenj se že več let ne praznuje, medtem ko so češnje ostale prepoznavni znak kot glavni motiv v božično-novoletni okrasitvi naselja.

### Spomenik
Čez most proti Boninom se obdan s cipresami nahaja spomenik padlim v NOB in žrtvam fašističnega nasilja iz vasi Vanganel, Čentur in Bonini. Na svoji čelni, tj. južni strani, ima vklesane besede Cirila Zlobca, ki pravijoː "Ni res, tovariši, da ni vas več. V nas mladi, kot ste padli, ste ostali in v noči še nam boste kot bleščeč utrinek, kakor kažipot sijali," nad njimi pa rdečo peterokrako zvezdo.

## Javni promet
Skozi Vanganel vozi medkrajevni avtobus, ki povezuje mesto Koper s podeželjem, in sicer iz smeri Trseka do Vanganela in naprej do Kopra ter nazaj. Vozi od ponedeljka do petka, med vikendi in prazniki pa ne. V času šolskih počitnic ima okrnjen vozni red. Prevoznik je Nomago, pred tem Avrigo. 
Avtobusna postajališča v Vanganelu so iz smeri Kopra po vrstiː Vanganel Guci K, Vanganel in Vanganel zadružni dom.
Šolski otroci, ki obiskujejo Osnovno šolo Koper ali Osnovno šolo Marezige, imajo svojo posebno linijo avtobusa, ki ustavlja na postajališču Vanganel zadružni dom. Prevoznik je lucijsko podjetje Street Tour.
Od otvoritve vinske fontane v bližnjih Marezigah priložnostno vozi skozi Vanganel tudi vinski turistični avtobus, ki pa nima rednega postajališča v Vanganelu.
Krajevna skupnost Vanganel si že več let prizadeva za podaljšanje linije 1 mestnega avtobusa (prevoznik Arriva), ki sicer vozi iz Kopra do Šalare in Kampela, do Vanganela, vendar do sedaj pri tem še ni bila uspešna.

## Ostalo
Na boninski strani se nahaja vanganelska enota Vrtca Koper, imenovana Pikapolonica, ki šteje štiri oddelke.
V Vanganelu najdemo priljubljeno Gostilno Oljka, ki je popularizirala jed ombolo v testu, tj. svinjska ribica v testu, podobnemu testu za pico, s poljubnim nadevom, ki se je tako uveljavila kot značila jed kraja Vanganel. V isti hiši se nahaja tudi oljarna - torkla.
Zunanji avtomatski defibrilator se nahaja pred vhodom trgovine Fama. Poleg njega je tudi poštni nabiralnik za oddajo pošte. Za agrarnim skladiščem se nahaja GLS paketomat, ki je bil postavljen septembra 2022, in sicer kot prvi prostostoječi paketomat v Mestni občini Koper zunaj mesta, ki ni v sklopu OMV bencinskih črpalk.